# رايت (وايومنغ)
رايت (بالإنجليزية: Wright, Wyoming)‏ هي بلدة تقع بولاية وايومنغ في الولايات المتحدة. تبلغ مساحتها 7.38 (كم²)، وترتفع عن سطح البحر 1561 م، بلغ عدد سكانها 1807 نسمة في عام 2010 حسب إحصاء مكتب تعداد الولايات المتحدة وتصل الكثافة السكانية فيها 244.8 نسمة/كم2.

## التركيبة السكانية
قام مكتب تعداد الولايات المتحدة بتحديد بيانات التركيبة السكانية لرايت في تعداد الولايات المتحدة. في ما يلي، التركيبة السكانية حسب تعدادي 2000 و2010.

### تعداد عام 2000
بلغ عدد سكان رايت 1,347 نسمة بحسب تعداد عام 2000، وبلغ عدد الأسر 475 أسرة وعدد العائلات 388 عائلة مقيمة في البلدة. في حين سجلت الكثافة السكانية 490.0 نسمة لكل ميل مربع (189.2/كم2). وبلغ عدد الوحدات السكنية 544 وحدة بمتوسط كثافة قدره 197.9 نسمة لكل ميل مربع (76.4/كم2).
وتوزع التركيب العرقي للبلدة بنسبة 97.62% من البيض و 0.45% من الأمريكيين الأصليين و 0.07% من الأمريكيين ذوي الأصول الآسيوية و 1.04% من عرقين مختلطين أو أكثر.
بلغ عدد الأسر 475 أسرة كانت نسبة 48.4% منها لديها أطفال تحت سن الثامنة عشر تعيش معهم، وبلغت نسبة الأزواج القاطنين مع بعضهم البعض 68.6% من أصل المجموع الكلي للأسر، ونسبة 7.2% من الأسر كان لديها معيلات من الإناث دون وجود شريك، وكانت نسبة 18.3% من غير العائلات. تألفت نسبة 15.4% من أصل جميع الأسر من أفراد ونسبة 1.9% كانوا يعيش معهم شخص وحيد يبلغ من العمر 65 عاماً فما فوق. وبلغ متوسط حجم الأسرة المعيشية 3.15، أما متوسط حجم العائلات فبلغ 2.84.
بلغ العمر الوسطي للسكان 34 عاماً. وكانت نسبة 33.9% من القاطنين تحت سن الثامنة عشر، وكانت نسبة 6.6% بين الثامنة عشر والأربعة وعشرون عاماً، ونسبة 34.7% كانت واقعةً في الفئة العمرية ما بين الخامسة والعشرون حتى والأربعة وأربعون عاماً، ونسبة 23.3% كانت ما بين الخامسة والأربعون حتى الرابعة والستون، ونسبة 1.6% كانت ضمن فئة الخامسة والستون عاماً فما فوق. يوجد لكل 100 أنثى 112.1 ذكر، ويوجد لكل 100 أنثى في الثامنة عشر من عمرها فما فوق 107.2 ذكر.
بلغ متوسط دخل الأسرة في البلدة 53,125 دولار، أما متوسط دخل العائلة فبلغ 55,764 دولار. وكان متوسط دخل الذكور 46,058 دولار مقابل 22,955 دولار للإناث. وسجل دخل الفرد الخاص بالبلدة 20,126 دولار. وكانت نسبة 3.9% من العائلات ونسبة 6.1% من السكان تحت خط الفقر، وكان من هؤلاء نسبة 6.8% تحت سن الثامنة عشر ونسبة 33.3% في الخامسة والستين من العمر وما فوق.

### تعداد عام 2010
بلغ عدد سكان رايت 1,807 نسمة بحسب تعداد عام 2010، وبلغ عدد الأسر 685 أسرة وعدد العائلات 476 عائلة مقيمة في البلدة. في حين سجلت الكثافة السكانية 634.0 نسمة لكل ميل مربع (244.8/كم2). وبلغ عدد الوحدات السكنية 813 وحدة بمتوسط كثافة قدره 285.3 لكل ميل مربع (110.2/كم2).
وتوزع التركيب العرقي للبلدة بنسبة 94.5% من البيض و 1.4% من الأمريكيين الأصليين و 0.2% من الأمريكيين ذوي الأصول الآسيوية و 0.1% من الأمريكيين الأفارقة و 2.0% من عرقين مختلطين أو أكثر.
بلغ عدد الأسر 685 أسرة كانت نسبة 40.0% منها لديها أطفال تحت سن الثامنة عشر تعيش معهم، وبلغت نسبة الأزواج القاطنين مع بعضهم البعض 55.9% من أصل المجموع الكلي للأسر، ونسبة 6.1% من الأسر كان لديها معيلات من الإناث دون وجود شريك، بينما كانت نسبة 7.4% من الأسر لديها معيلون من الذكور دون وجود شريكة وكانت نسبة 30.5% من غير العائلات. تألفت نسبة 24.4% من أصل جميع الأسر من أفراد ونسبة 1.2% كانوا يعيش معهم شخص وحيد يبلغ من العمر 65 عاماً فما فوق. وبلغ متوسط حجم الأسرة المعيشية 3.16، أما متوسط حجم العائلات فبلغ 2.64.
بلغ العمر الوسطي للسكان 32.8 عاماً. وكانت نسبة 30.5% من القاطنين تحت سن الثامنة عشر، وكانت نسبة 7.8% بين الثامنة عشر والأربعة وعشرون عاماً، ونسبة 28.7% كانت واقعةً في الفئة العمرية ما بين الخامسة والعشرون حتى والأربعة وأربعون عاماً، ونسبة 30.8% كانت ما بين الخامسة والأربعون حتى الرابعة والستون، ونسبة 2.2% كانت ضمن فئة الخامسة والستون عاماً فما فوق. وتوزع التركيب الجنسي للسكان بنسبة 55.0% ذكور و45.0% إناث.

## وصلات خارجية
- Town of Wright Wyoming
- The US50 - Cities and Towns in Wyoming State
- Wyoming Cities and Towns, Facts, Map, Flag, Colleges, Government, and More